# Being American
Being American es una película estadounidense de acción y suspenso de 2014, dirigida por Fatmir Doga, que a su vez la escribió, musicalizada por Aldo Shllaku, en la fotografía estuvo Philip Roy y los protagonistas son Christopher McDonald, Sienna Guillory y Lorenzo Lamas, entre otros. El filme fue realizado por Starway Film, Goldfire Films, Lava Production y Backyard Films; se estrenó el 18 de septiembre de 2014.

## Sinopsis
Una familia de Estados Unidos afronta la furia de los talibanes. Ellos no hicieron nada, pero podrían correr peligro de todos modos. En este largometraje se da a entender que el odio es el peor enemigo de las personas.